# In China essen sie Hunde
In China essen sie Hunde (Originaltitel: I Kina spiser de hunde) ist eine schwarzhumorige Action-Komödie des Regisseurs Lasse Spang Olsen aus dem Jahr 1999.

## Handlung
Der Bankangestellte Arvid ist in den Augen seiner Freundin Hanne ein notorischer Langweiler. Sein Leben ändert sich jedoch schlagartig, als er einen Bankräuber mit einem Squash-Schläger außer Gefecht setzen kann. Im Fernsehen wird er daraufhin als Held gefeiert. Als er mit stolzgeschwellter Brust nach Hause kommt, ist es allerdings bereits zu spät: Hanne hat ihn verlassen. Die Wohnung ist leergeräumt, nur der Fernseher und das Telefon sind ihm geblieben. Plötzlich klingelt eine Frau namens Astrid an der Tür und behauptet, der Bankräuber namens Franz, den Arvid niedergeschlagen hat, sei ihr Mann, und er habe die Bank überfallen, um Geld für eine künstliche Befruchtung zu beschaffen. Jetzt habe Arvid ihr ganzes Leben ruiniert.
Von seinem Gewissen geplagt und zudem noch von einer Rockband verprügelt, da Arvid einem der Mitglieder einen Kredit verweigert hatte, beschließt er, alles wieder in Ordnung zu bringen. Er sucht den einzigen Kriminellen auf, den er kennt – seinen Bruder Harald, Besitzer eines dubiosen Restaurants, den er seit mehr als neun Jahren nicht mehr gesehen hat. Gemeinsam mit den beiden Köchen Martin und Peter und dem armen Küchengehilfen Vuk, einem tumben Serben mit grotesker Pechsträhne, wollen sie Arvids „Fehler“ wieder ausbügeln. Zuerst überfallen sie einen Geldtransporter, um Astrid das Geld für die künstliche Befruchtung zu besorgen. Während des Überfalls ist der biedere Arvid schockiert vom harten Vorgehen seines Bruders gegen die Fahrer des Transporters, überbringt später aber stolz die erbeuteten 671.543 Dänische Kronen an Astrid. Diese ist ihm nicht etwa dankbar, sondern schlägt ihm die Tür vor der Nase zu.
Als Nächstes versucht Arvid mit der Hilfe von Harald und dessen Angestellten, den Bankräuber zu befreien: Sie wollen die Zelle mit C4-Sprengstoff aufsprengen. Bei dem Sprengkrafttest des Sprengstoffes auf einem abgelegenen Industriegelände wird Vuk, der zum Zeitpunkt der Zündung dort verspätet auftaucht, von der Explosion erfasst und ertaubt. Bei der Gefängnisbefreiung werden zwei Polizisten angeschossen und der Bankräuber verletzt. Bei der Behandlung durch einen obskuren Mediziner in Haralds Restaurant erwacht Franz aus der Bewusstlosigkeit und versetzt überrascht dem Arzt Erling einen Kopfstoß, woraufhin dieser tot zusammenbricht. Arvid, der durch zwei Schüsse in die Luft für Ruhe sorgen will, trifft durch einen Querschläger den Küchengehilfen Vuk, der ebenfalls tot zusammenbricht. Hierdurch zur Ruhe gebracht, reagiert Franz ungläubig: Astrid sei gar nicht seine Frau, sondern seine raffgierige Schwester. Da Harald keine Verwendung mehr für den Bankräuber hat, erschießt er ihn, wodurch sich nun drei Tote in der Küche befinden, die Martin und Peter im Stadtpark begraben sollen. Ein Problem ergibt sich dadurch, dass Vuks mafiöse Familie durch sein Verschwinden alarmiert wird. Außerdem stellt sich heraus, dass Astrid sich mit dem Geld und einem neuen Pelzmantel mittlerweile nach Südafrika abgesetzt hat.
Nachdem Arvid das erste Mal einen Menschen getötet hat, will Harald ihm beibringen, dass er sich nicht „ans Bein pinkeln“ lassen solle. Zu diesem Zweck besuchen die beiden die Rockband, von deren Mitgliedern Arvid Tage vorher verprügelt wurde. Weil Arvid mit der Maschinenpistole nicht umgehen kann, die Harald ihm gibt, um sich an dem Gitarristen der Band durch einen Schuss in die Hand zu rächen, erschießt er aus Versehen die gesamte Rockband. Nachdem er so gelernt hat, sich nicht drangsalieren zu lassen, tötet er am nächsten Tag auch gleich noch seine Ex-Freundin Hanne, die ihm seinen Fernseher wegnehmen will. Daraufhin beschließt Arvid, sich ins Ausland abzusetzen, braucht aber noch Geld für Reise und Aufenthalt. So entsteht die Idee, die Bank zu überfallen, in der Arvid arbeitete.
Zum Überfall kommt es jedoch nicht, da die Gruppe kurz vorher von Vuks Familie mit schweren Waffen angegriffen wird, weil Peter und Martin dessen Leichnam offenbar nicht gut genug begraben haben. Es kommt zu einer Schießerei, die sich in das Café „Paradis“ verlagert. Dort kommen sowohl Arvid als auch einige der zufällig Anwesenden zu Tode. Ein Engel in Gestalt eines amerikanischen Touristen namens Richard, der während des ganzen Films im Café mit einem Teufel – dem Barkeeper – Poker gespielt hat, nimmt Arvid mit in den Himmel, obwohl dieser mittlerweile sechs Menschen getötet hat. Die anderen, unbeteiligten Toten kommen (zum Teil aus Versehen) allesamt in die Hölle. In dem Dialog, der sich im Abspann zwischen Arvid und Richard entspinnt, fragt Arvid, ob er trotz seiner zahlreichen Morde in den Himmel gehöre. Richard thematisiert diese erkenntnistheoretische Frage von Gut und Böse anhand der fragwürdigen Absichten der Gegenspieler, aber letztendlich stellt sich heraus, dass Arvid nur aufgrund der Freundschaft zwischen seinem Vater und Richard in den Himmel kommt.

## Kritiken
„Dieser mitunter recht drastische Streifen ist sicherlich nicht jedermanns Geschmack. Doch wer auf skurrilen Humor à la ‚Pulp Fiction‘ steht, wird hier voll auf seine Kosten kommen, denn Regisseur Lasse Spang Olsen […] geht hier mit schwarzem Sarkasmus der derbsten Sorte vor. Grotesker Humor und Absurdität des Films sind kaum zu überbieten.“

„Ein ganz auf seine sich verselbstständigenden und immer brutaler werdenden Actionszenen hin inszenierter Film mit zynischer Grundhaltung. Der groteske Aberwitz der Handlung wird nicht zuletzt auch wegen der schwach entwickelten Charaktere nie aufgefangen.“

„Die schräge und makabre Blödelei hat dabei immer wieder handfeste Überraschungen parat, geht stets einen Schritt weiter, als man’s erwarten würde, und hat zudem Dialoge, die man nie vergisst. Kostprobe: ‚Ich hab’ meine Freundin umgebracht.‘ – ‚Wo ist sie jetzt?‘ – ‚Bei mir zu Hause. Im Wohnzimmer und…äh…in der Küche.‘ Jetzt ist’s also amtlich: Dänen ist alles zuzutrauen!“

## Prequel
Im März 2005 erschien in Deutschlands Kinos unter dem Titel Old Men in New Cars – In China essen sie Hunde 2 (Originaltitel: Gamle mænd i nye biler) ein von Lasse Spang Olsen bereits im Jahr 2002 produziertes Prequel, das seit Mitte 2005 auch als DVD erhältlich ist.